# 月刊モーニングtwo
『月刊モーニングtwo』（げっかんモーニングツー）は、講談社から発行されている日本の漫画雑誌。2006年8月10日創刊、毎月22日発売（2008年5月22日から月刊化）。ただし現在に至るまで『モーニング』の増刊扱いであり、正式な創刊はしていない。2022年9月に紙媒体での刊行を終了し、作品をWebマンガサイトにて更新している。

## 歴史
2006年8月10日、『モーニング』の増刊の『モーニング2』として創刊。当初は中綴じで、表紙はホログラム加工の紙を使用していた。3号までは、8・12・5月の『モーニング』本誌が合併号で発行されない週に発行。2007年8月の4号からは隔月化、2008年4月の9号から月刊化すると共に誌名表記を『モーニング・ツー』と改める。
2012年10月22日発売の63号目より『月刊モーニングtwo』と改題、また同号より「2012年12月号」と月号表記を用いるようになり（実売月の翌々月付）、表紙のホログラム加工をやめた。
2015年7月号（2015年5月22日発売、94号目）より無線綴じになり、表紙のホログラム加工を再開した。
掲載作品は一話完結の連載や読み切り、新人賞作品が多く、連載作品も2本立てや1回に70ページ以上で掲載されることもある。
2022年7月22日、本誌が同年8月4日よりWebマンガサイトとして再創刊されることを発表。Webでは本誌の連載中の作品が継続して掲載され、これまで16年間に連載されてきた過去の作品も再連載される。『モーニング』と同じく毎週木曜の12時に更新。同年9月26日発売の11号にて、紙媒体としての刊行を終了。
Webマンガサイト『モーニングtwo』は作品の配信元として『コミックDAYS』内にて雑誌枠で表示されていたが、次第に同媒体との連携がより強くなったことを受けて、オリジナル作品などと同じコミックDAYS連載枠にて2023年11月16日からは配信するようになった。

## 連載作品
Webへ移籍
- 聖☆おにいさん（中村光）：2006年1月号 -
- とんがり帽子のアトリエ（白浜鴎）：2016年9月号 -
- 天地創造デザイン部（原作共同：蛇蔵・鈴木ツタ、作画：たら子）：2017年4月号 -
- とんがり帽子のキッチン（原作：白浜鴎、漫画：佐藤宏海）：2020年1月号 -
- 花織さんは転生しても喧嘩がしたい（氷川へきる）：2021年10月号 -
- 刷ったもんだ!（染谷みのる）←『モーニング』より移籍：2021年12月号 -
- 高度に発達した医学は魔法と区別がつかない（原作・医療監修：津田彷徨、瀧下信英）：2022年2月号 -
- デビルズラインII［逆襲］（花田陵）：2022年3月号 -
- THE GAMESTERS -ザ・ゲームスターズ-（オノ・ナツメ）：2022年5月号 -
- みちかとまり（田島列島）：2022年10月号 -
- 花嫁と悪魔の約束（浅井結衣）：2022年11月号 -
- 竜医のルカ（漫画：平沢ゆうな、医療監修：津田彷徨）：2022年11月号 -

Webにて初出
- リーマンミーツホスト（かわいちひろ）[4][5]：2023年1月19日更新分 -
- はたらく細胞マッスル（漫画：前田悠、監修：清水茜）[4][5]：2023年2月16日更新分 -
- 三國さんのバラ園（澤枝すぽこ）[4][5]：2023年2月23日更新分 -
- 万府先生は吸血鬼（棘尾どろしー）[4][5]：2023年3月30日更新分 -
- 街道あるくんです（原作：竹本真、漫画：猪乙くろ）[4][5]：2023年4月13日更新分 -
- アルカロイドの花嫁（及川滲）[4][5]：2023年4月27日更新分 -
- 伯爵令嬢はヤンデレ旦那様と当て馬シナリオを回避する!!（原作：島田莉音、漫画：森本鉄道）[4][5]：2023年7月6日更新分 -
- 日本の月はまるく見える（史セツキ）[4][5]：2023年7月13日更新分 -
- 甘やかしてくれるジムのお姉さん（若槻ヒカル）[4][5]：2023年8月17日更新分 -
- ただ大きな猫になりたい（原作：筒井テツ、漫画：多喜れい）[4][5]：2023年9月7日更新分 -
- かゆうま（坂木原レム）[4][5]：2023年9月14日更新分 -
- 大きくなったら女の子（御厨稔）[4][5]：2023年10月12日更新分 -
- 法の番人は守る世界を選べない（原作：師走トオル、漫画：三ツ矢彰）[4][5]：2023年11月2日更新分 -
- 書くなる我ら（北駒生）[4][5]：2024年4月4日更新分 -
- 俺のお受験（奥沢清之）[4][5]：2024年4月11日更新分 -
- 本好きの没落令嬢、小説家をお手伝いする。（石井紺）[4][5]：2024年4月18日更新分 -
- 平凡な令嬢 エリス・ラースの日常（原作：まゆらん、漫画：ひむかい日向、キャラクター原案：羽公）[4][5]：2024年4月25日更新分 -
- 盆百千栽〜人類の寿命はたかだか100年ですが機械の私は1000年生きられるのであなたが居なくなってもこの場所で一人生きていきますからご心配なく〜（火事屋）[4][5]：2024年4月25日更新分 -
- 国を追われた竜師さん、拾われた隣国でうっかり無双してしまう。〜弱小国家が大陸最強の竜の楽園になるまで〜（原作：謙虚なサークル、漫画：佐藤駿光）[4][5]：2024年5月9日更新分 -
- 大正學生愛妻家（粥川すず）[4][5]：2024年6月6日更新分 -
- シリーズM（諸星大二郎）[4][5]：2024年6月27日更新分 -
- 黒根さんはニャーと鳴かない（乙川灯）[4][5]：2024年7月18日更新分 -
- こんなはずじゃなかった? それは残念でしたね ～私は自由気ままに暮らしたい～（原作：風見ゆうみ、漫画：志風きよ、キャラクター原案：しあびす）[4][5]：2024年8月8日更新分 -
- ただ静かに消え去るつもりでした（原作：結城芙由奈、漫画：macoso、キャラクター原案：椎名咲月）[4][5]：2024年9月5日更新分 -
- 駒田蒸留所へようこそ～わかばが芽吹くまで～（原作：KOMA復活を願う会、脚本：凪木エコ、作画：こがねまりょう）[4]：2024年9月19日更新分 -
- ダンジョンキャンパーの俺、ギャル配信者を助けたらバズった上に毎日ギャルが飯を食いにくる（原作：小狐ミナト、漫画：風光めいび、キャラクター原案：nima）[4][5]：2024年9月26日更新分 -
- 官能先生（吉田基已）[4][5]←『イブニング』から移籍：2024年10月3日更新分 -
- 転生王妃の晩餐会 ～アラフォー料理人、やっかい食材で世界を救う～（かやまゆう）[4][5]：2024年10月3日更新分 -
- 瀬戸さんを笑わせたい紬ちゃん（栗崎きんぐ）[4][5]：2024年10月3日更新分 -
- 死にたがりのエテルノ（綾幡フイヱ）[4][5]：2024年10月10日更新分 -
- スノウ（吉田優希）[4][5]：2024年11月14日更新分 -
- 彼女は裸で踊ってる（岡藤真依）[4][5]：2024年11月22日更新分 -
- お菓子の家の魔女はやり直したい（瀬田ハルヒ）[4][5]：2024年12月19日更新分 -
- デリヲの推しごと（青島小虎）[4][5]：2024年12月19日更新分 -
- かたすみのきおく（清永卵）[4][5]：2025年1月2日更新分 -
- 星描けるぼくら（梨川リサ）[4][5]：2025年1月9日更新分 -

休載
- 西遊妖猿伝 西域編（諸星大二郎）←『モーニング』より移籍 ：2013年9月号 -
- ブルーハイジ（ヤマダ）：2014年3月号 -
- アニメタ!（花村ヤソ）：2015年8月号 -
- ゴールデンゴールド（堀尾省太）：2015年12月号 -
- エルフ湯つからば（西義之）：2016年6月号 -
- 趣都（山口晃）：2018年8月号 -
- JOKER7（まさゆみ）：2020年8月号 -

## 連載終了作品（紙媒体）

### あ行
- I Care Because You Do（西島大介）：27号 - 44号
- iメンター（小出もと貴）：2020年2月号 - 2021年7号
- アキンボー（下吉田本郷）：2013年3月号 - 2014年12月号
- あそびあい（新田章）：62号の読切を経て2013年4月号 - 2015年5月号
- アップルシードα（黒田硫黄）：2014年9月号 - 2016年2月号
- あなたはブンちゃんの恋（宮崎夏次系）：2020年7月号 - 2022年10号
- あの人の胃には僕が足りない（チョモラン）：2018年4月号 - 2021年3号
- アマネ†ギムナジウム（古屋兎丸）：2017年3月号 - 2020年10月号
- 荒呼吸〜女の危機管理〜（松本英子）：1号 - 55号
- 1122（渡辺ペコ）：2016年11月号 - 2020年5月号
- いただきます、のまえとあと（糸川一成）：2020年3月号 - 2021年3月号
- いったり・きたり（鈴屋あやめ）：11号 - 31号
- ウチは別れて暮らしてる（カワハラ恋）：2021年6月号 - 2022年9号
- 海ガメたま子ちゃん（井田万樹子）：2015年10月号 - 2016年5月号
- エイス（伊図透）：54号 - 2014年1月号
- おいしい学び夜（原作：北島和洋、漫画：大井昌和）：44号 - 2012年12月号
- AUTOMATON（倉薗紀彦）：2018年3月号 - 2020年7月号
- ALL OUT!!（雨瀬シオリ）：2013年1月号 - 2020年1月号
- オールドテクニカ（鳥取砂丘）：2017年8月号 - 2018年8月号
- おしりマカロン（青空明）：2014年6月号 - 2016年2月号
- 小田原小鳩（鈴屋あやめ）：3号 - 9号
- おねいも（詩原ヒロ）：2014年4月号 - 2016年4月号
- おはようおかえり（鳥飼茜）：37号 - 2013年4月号
- オハヨー！半世紀高校（大橋ツヨシ）：2017年5月号 - 2018年9月号
- お部屋は見ての汚楽しみ（束ユムコ）：2020年5月号 - 2021年11号
- おへんろ（中丸ポ）：48号 - 62号
- オリオリスープ（綿貫芳子）：2015年6月号 - 2017年11月号
- 俺たちの日常は始まったばかりだ（氷川へきる）：2019年5月号 - 2020年11月号
- 女たちよ（川島秀雄）：27号 - 52号

### か行
- 彼女とカメラと彼女の季節（月子）：2011年第49号 - 2014年9月号
- 神様の横顔（朔ユキ蔵）：2015年6月号 - 2016年6月号
- Kinono's kiwifruit comic tales（Kinono）
- 局地的王道食 〜たしな味（み）のジャーニー〜（松本英子）：2013年5月号 - 2017年12月号
- 傀儡戦記（企画・原作：高殿円・蛇蔵、漫画：白浜鴎・中田春彌・山本小松・吉川景都・おかざき真里・山本亜季）：2020年10月号 - 2021年4月号
- クレムリン（カレー沢薫）：2013年5月号 - 2014年4月号 ※『モーニング』本誌と並行連載されていた。連載終了後も断続的に掲載されることがある
- 羣青（グンジョウ）（中村珍）：2007年4号 - 2009年23号 →『月刊IKKI』へ移籍
- 恋のツキ（新田章）：2016年2月号 - 2019年6月号
- コークス・コード（赤瀬新一）：2019年9月号 - 2020年12月号
- 珈琲をしづかに（みやびあきの）：2019年6月号 - 2021年12号
- ご恩は一生忘れません（北郷海）：2017年12月号 - 2019年8月号
- 刻刻（堀尾省太）：10号 - 2014年11月号
- 昆虫探偵ヨシダヨシミ（青空大地）：2008年11号 - 2010年31号
- 今夜はねこちゃん（大川ぶくぶ）：2016年12月号 - 2020年11月号

### さ行
- 作庭師の一族（由紀円香）：2018年1月号 - 2019年1月号
- さぼリーマン 飴谷甘太朗（原作：萩原天晴、作画：アビディ井上）：2015年2月号 - 2016年5月号 - ※『モーニング』掲載『平成甘味録 さぼリーマン』を改題して移籍
- ししまいガール（さとう柏花）：2015年9月号 - 2016年10月号
- シティライツ（大橋裕之）：39号 - 61号
- 四ノ宮小唄はまだ死ねない -BORDER OF THE DEAD-（原作：大槻涼樹、漫画：りいちゅ）：2019年8月号 - 2021年7号
- 終電ちゃん（藤本正二）←『モーニング』本誌より移籍：2019年12月号 - 2020年11月号
- 少年ノート Days of Evanescence（鎌谷悠希）：2010年40号 - 2014年5月号 ※32号読切『オクターヴ』を改題、2014年7月号に番外編「ウラジーミル少年の音」を掲載
- 砂の都（町田洋）：2018年11月号 - 2019年8月号
- すべてがちょっとずつ優しい世界（西島大介）：50号 - 62号
- 小さな王子さま〜世界の終わりの魔法使い〜（西島大介）：5号 - 9号
- 狭い世界のアイデンティティー（押切蓮介）：2016年10月号 - 2020年8月号
- 蝉丸残日録（ツナミノユウ）：2014年12月号 - 2016年4月号
- 先生の白い嘘（鳥飼茜）：2013年10月号 - 2017年11月号
- 前夜祭（小田扉）：5号 - 18号
- 草子ブックガイド（玉川重機）：24号、36号 - 38号→『モーニング』本誌へ移籍
- その「おこだわり」、俺にもくれよ!!（清野とおる）：2015年1月号 - 12月号→『モーニング』本誌へ移籍

### た行
- 代闘士ハイコの事件簿（原作：伊勢ともか、漫画：久園亀代）：2020年1月号 - 2021年2月号
- 第3教室（田口佳宏）：35号 - 49号
- 大砲とスタンプ（速水螺旋人）：42号 - 2020年11月号
- 太陽の塔（原作：森見登美彦、漫画：かしのこおり）：2018年8月号 - 2020年2月号
- Danza（オノ・ナツメ）：1号 - 6号
- 小さいノゾミと大きなユメ（浜弓場双）：2019年5月号 - 2021年3月号
- チャイ・スー〜折れない心〜（雪児）：1号 - 4号
- 超絶変身!! アースカイザー（くぼたまこと）：2号 - 36号
- つらつらわらじ 〜備前熊田家参勤絵巻〜（オノ・ナツメ）：28号 - 2013年2月号
- ディベーティアン（下吉田本郷）：38号 - 62号
- デザインノイロハ（藤原嗚呼子）：33号 - 52号で2nd season終了
- デゾルドル（岡児志太郎）：2017年7月号 - 2018年7月号
- デビルズライン（花田陵）：2013年5月号 - 2019年2月号
- 天牢のアヴァロン（原作：浜村俊基、漫画：藤澤紀幸）：2018年5月号 - 2020年4月号 ※第1部完
- ドーナツ父さん（赤堀君）：2013年3月号 - 2015年4月号
- 遠野美術館（ancou）：2015年11月号 - 2017年5月号
- とこよかくりよ（伊藤静）：2013年1月号 - 2014年1月号 - ※不定期連載
- TRIBAL GEAR（和泉雄己）：4号 - 21号

### な行
- にこたま（渡辺ペコ）：22号 - 2013年2月号
- にんぽぽ123（鈴木志保）：34号 - 2013年3月号
- 猫オヤジ 〜僕と猫の微妙な日常〜（芝本ノキコ）：29号 - 54号
- ねこのこはな（藤沢カミヤ）：2013年7月号 - 2016年9月号
- 猫又まんま（保松侘助）：2018年7月号 - 2019年12月号
- ノラと雑草（真造圭伍）：2018年6月号 - 2020年9月号

### は行
- バイトのコーメイくん（カレー沢薫）：2013年5月号 - 2015年4月号
- ハヴ・ア・グレイト・サンデー（オノ・ナツメ）：2017年2月号 - 2020年7月号
- はじめての虐殺（稲光伸二）：2018年6月号 - 2020年1月号
- はたらく細胞LADY（原作：原田重光、漫画：乙川灯、監修：清水茜）：2020年3月号 - 2022年11月号
- 母の元カノと暮らした。（宮城みち）：2021年8号 - 2022年10号
- パレット（鍬先カオリ）：24号 - 41号
- PEEPO CHOO（フェリーペ・スミス）：11号 - 30号
- ひとりでしにたい（カレー沢薫）：2019年9月号 - 2020年9月号→『コミックDAYS』に移籍
- ヒモザイル（東村アキコ）：2015年10月号 - 2015年11号
- ひらばのひと（久世番子）：2020年11月号 - 2022年11月号→『モーニング』本誌へ移籍
- ファンタジウム（杉本亜未）：1号 - 50号→『Dモーニング』に移籍
- ビアティチュード BEATITUDE（やまだないと）：1号 - 25号
- フィンランド・サガ（性）（吉田貴司）：19号 - 45号
- ヒラエスは旅路の果て（鎌谷悠希）：2020年12月号 - 2022年7月号
- 不思議な少年（山下和美） ←『モーニング』本誌より移籍：1号 - 31号→再び『モーニング』本誌に移籍
- 不思議なゆりこさん（木村享平）：2015年8月号 - 2016年7月号
- ふつつか者の兄ですが（日暮キノコ）：2015年5月号 - 2017年8月号
- ブラックガルド（花田陵）：2019年11月号 - 2021年12月号
- ブラックバウンズ（堀出井靖水）：2020年5月号 - 2022年2号
- ブレイン・トラッカー（多田乃伸明）：2014年12月号 - 2015年7月号
- フロイデ（車戸亮太）：2015年7月号 - 2016年5月号
- 別式（TAGRO）：2016年9月号 - 2019年11月号
- ヘビオ 寄宿舎人外ダヰアリー（モコ）：2020年7月号 - 2022年7月号
- 変身のニュース（宮崎夏次系）：53号 - 61号
- 変ゼミ（TAGRO）：2006年2月号 - 2015年8月号
- ホーリータウン（宮崎夏次系）：2015年1月号 - 2015年9月号
- 僕はまだ野球を知らない（西餅）：2017年1月号 - 2020年2月号
- 僕は問題ありません（宮崎夏次系）：2012年12月号 - 2013年7月号
- 星くずのプリンス（小林ユミヲ）：2017年10月号 - 2019年4月号
- BOX 〜箱の中に何かいる〜（諸星大二郎）：2015年12月号 - 2017年10月号
- ポテン生活（木下晋也）：9号 - 62号 ※『モーニング』本誌、モーニング公式サイトと並行連載

### ま行
- マッドキメラワールド（岸本聖史）：2017年6号 - 2019年3月号
- 惑わない星（石川雅之）：2015年7月号 - 2016年6月号→『モーニング』本誌に移籍
- まほうつかえない（コンノトヒロ）：2017年1月号 - 2018年7月号
- 蜜の島（小池ノクト）：2013年2月号 - 2015年3月号
- メタラブ（小路啓之）：2014年8月号 - 2016年3月号
- もここー（木下晋也）：2012年12月号 - 2015年6月号
- モノノケソウルフード（神崎タタミ）：2018年9月号 - 2020年3月号
- もやしもん（石川雅之）←『イブニング』より移籍：2013年8月号 - 2014年3月号

### や・ら・わ行
- やきもんロワイヤル（竹谷州史）：2020年5月号 - 2021年8月号
- やすらかモンスターズ（竹谷州史）：2017年9月号 - 2018年7月号
- 夕方までに帰るよ（夏次系）：40号 - 45号
- 夢から覚めたあの子とはきっと上手く喋れない（宮崎夏次系）：2013年11月号 - 2014年6月号
- 夜明けの旅団（片山ユキヲ）：2018年5月号 - 2020年3月号
- ライアーズ（平原明）：22号 - 45号
- リスタート!〜34歳ゲームディレクターのつよくてニューゲーム〜（坂木原レム）：2020年12月号 - 2022年7月号
- ルポルタージュ –追悼記事–（売野機子）：2018年6月号 - 2019年10月号
- レッド・ベルベット（多田由美）：2018年12月号 - 2021年1月号
- レンタル彼女 月田さん（時田時雨）：2018年4月号 - 2019年10月号
- ロボ・サピエンス前史（島田虎之介）：2018年10月号 - 2019年8月号
- 惑星スタコラ（加藤伸吉）：1号 - 61号 ※シリーズ集中連載

### 連載終了コラム
- 負ける技術（カレー沢薫）：52号 - 62号→モーニング公式サイトで継続後終了

## 連載終了作品（Web）
- マテリアル・パズル 〜神無き世界の魔法使い〜（土塚理弘）：2018年7月号 - 2022年12月22日更新
- 銀河のカーテンコール（北駒生）：2021年4月号 - 2022年12月15日更新
- 道草寄子の食べ走り（風光めいび）：2021年11月号 - 2023年4月13日更新
- 恋じゃねえから（渡辺ペコ）：2021年11月号 - 2024年11月21日更新分
- パンダと極道（夏本季実）：2021年12月号 - 2023年5月11日
- 会社帰りのパ・ド・ドゥ（瀬田ハルヒ）：2022年4月号 - 2023年12月14日更新分
- 都合のいい果て（劇作：山田佳奈、漫画：志水アキ）：2022年5月号 - 2023年12月21日更新分
- 永年雇用は可能でしょうか 〜無愛想無口な魔法使いと始める再就職ライフ〜（原作：yokuu、漫画：梨川リサ）：2022年9月号 - 2024年4月4日更新分
- 靴の向くまま（みやびあきの）：2022年9月号 - 2024年12月12日更新分
- Daddy Steady Go!（シマ・シンヤ）[4][5]：2022年9月22日更新分 - 2024年5月30日更新分
- リ・ペア この世界は持続可能ですか？（如意自在）：2022年11月号 - 2023年12月21日更新分
- 化け絵 石燕妖怪噺（モコ）[4][5]：2022年10月20日更新分 - 2024年1月18日更新分
- 俺の初恋の人が兄とフラグを立てまくってつらい（端野洋子）[4][5]：2023年1月19日更新分 - 2024年5月16日更新分
- 大粒! かいのこちゃんのHAKKO日和（きはらゆりこ）[4][5]：2023年3月2日更新分 - 2024年11月7日更新分
- 慎みなさい篠宮くん! ～お義父さんとは呼ばせない～（桃聖純矢）[4][5]：2023年5月25日更新分 - 2023年7月27日更新分
- 裏社会科けんがく（さわの将）[4][5]：2023年6月8日更新分 - 2024年8月8日更新分
- こどもどろぼう（山吹）[4][5]：2023年7月20日更新分 - 2024年12月19日更新分
- ぜんぶシンカちゃんのせい（原作：Rootport、漫画：汐里）[4][5]：2023年8月24日更新分 - 2023年11月23日更新分
- 成金令嬢の幸せな結婚～金の亡者と罵られた令嬢は父親に売られて辺境の豚公爵と幸せになる～（原作：山夜みい、漫画：猫洲キヨ、キャラクター原案：桜花舞）[4][5]：2023年10月12日更新分 - 2024年11月14日更新分
- 三木さんと過ごした高校時代（大上明）[4][5]：2024年7月25日更新分 - 2024年8月8日更新分

## 映像化作品

### アニメ化
| 作品                   | 放送年        | アニメーション制作                  | 備考 |
| ---------------------- | ------------- | ----------------------------------- | ---- |
| 変ゼミ                 | 2011年        | XEBEC                               |      |
| ALL OUT!!              | 2016年-2017年 | トムス・エンタテインメント MADHOUSE |      |
| 刻刻                   | 2018年        | ジェノスタジオ                      |      |
| デビルズライン         | 2018年        | プラチナビジョン                    |      |
| 天地創造デザイン部     | 2021年        | 旭プロダクション                    |      |
| とんがり帽子のアトリエ | 2025年        | BUG FILMS                           |      |

| 作品          | 公開年 | アニメーション制作 | 備考 |
| ------------- | ------ | ------------------ | ---- |
| 聖☆おにいさん | 2013年 | A-1 Pictures       |      |

| 作品          | 発売年        | アニメーション制作 | 備考                             |
| ------------- | ------------- | ------------------ | -------------------------------- |
| 変ゼミ        | 2010年-2011年 | XEBEC              | 第4巻特装版（初回限定版）に付属  |
| 聖☆おにいさん | 2012年-2013年 | A-1 Pictures       | 第8巻、第9巻特装版にそれぞれ付属 |

| 作品       | 配信年 | アニメーション制作 | 備考 |
| ---------- | ------ | ------------------ | ---- |
| クレムリン | 2012年 |                    |      |

### ドラマ化
| 作品                    | 放送年          | 制作                              | 備考 |
| ----------------------- | --------------- | --------------------------------- | ---- |
| さぼリーマン 飴谷甘太朗 | 2017年          | テレビ東京、東北新社              |      |
| 恋のツキ                | 2018年          | テレビ東京・C&Iエンタテインメント |      |
| 聖☆おにいさん           | 2020年（第3作） |                                   |      |
| ひとりでしにたい        | 2025年          | NHK                               |      |

| 作品            | 配信年          | 制作    | 備考 |
| --------------- | --------------- | ------- | ---- |
| 聖☆おにいさん   | 2018年（第1作） |         |      |
| 聖☆おにいさん   | 2019年（第2作） |         |      |
| 1122 いいふうふ | 2024年          | Lat-Lon |      |

### 実写映画化
| 作品                  | 公開年 | 制作                                 | 備考 |
| --------------------- | ------ | ------------------------------------ | ---- |
| 昆虫探偵 ヨシダヨシミ | 2010年 | アイエス・フィールド                 |      |
| 先生の白い嘘          | 2024年 | 松竹ODS事業室 / イノベーション推進部 |      |

## 発行部数
- 2009年（2008年10月 - 2009年9月） 38,334部[6]

|        | 1〜3月    | 4〜6月    | 7〜9月    | 10〜12月  |
| ------ | --------- | --------- | --------- | --------- |
| 2009年 |           |           | 37,334 部 | 35,000 部 |
| 2010年 | 35,000 部 | 35,000 部 | 35,000 部 | 33,667 部 |
| 2011年 | 31,000 部 | 27,000 部 | 26,000 部 | 26,000 部 |
| 2012年 | 24,034 部 | 22,300 部 | 20,700 部 | 20,000 部 |
| 2013年 | 19,767 部 | 19,500 部 | 19,500 部 | 19,167 部 |
| 2014年 | 19,000 部 | 19,000 部 | 19,000 部 | 19,000 部 |
| 2015年 | 18,950 部 | 18,850 部 | 18,834 部 | 18,734 部 |
| 2016年 | 18,250 部 | 17,233 部 | 16,900 部 | 16,900 部 |
| 2017年 | 16,900 部 | 16,900 部 | 16,767 部 | 16,500 部 |
| 2018年 | 16,500 部 | 14,667 部 | 12,667 部 | 12,000 部 |
| 2019年 | 11,600 部 | 12,233 部 | 11,300 部 | 10,700 部 |
| 2020年 | 10,400 部 | 10,200 部 | 10,150 部 | 10,000 部 |
| 2021年 | 10,000 部 | 10,000 部 | 9,333 部  | 7,617 部  |
| 2022年 | 7,500 部  | 7,500 部  | 7,500 部  |           |